# Colegio del Salvador (Zaragoza)

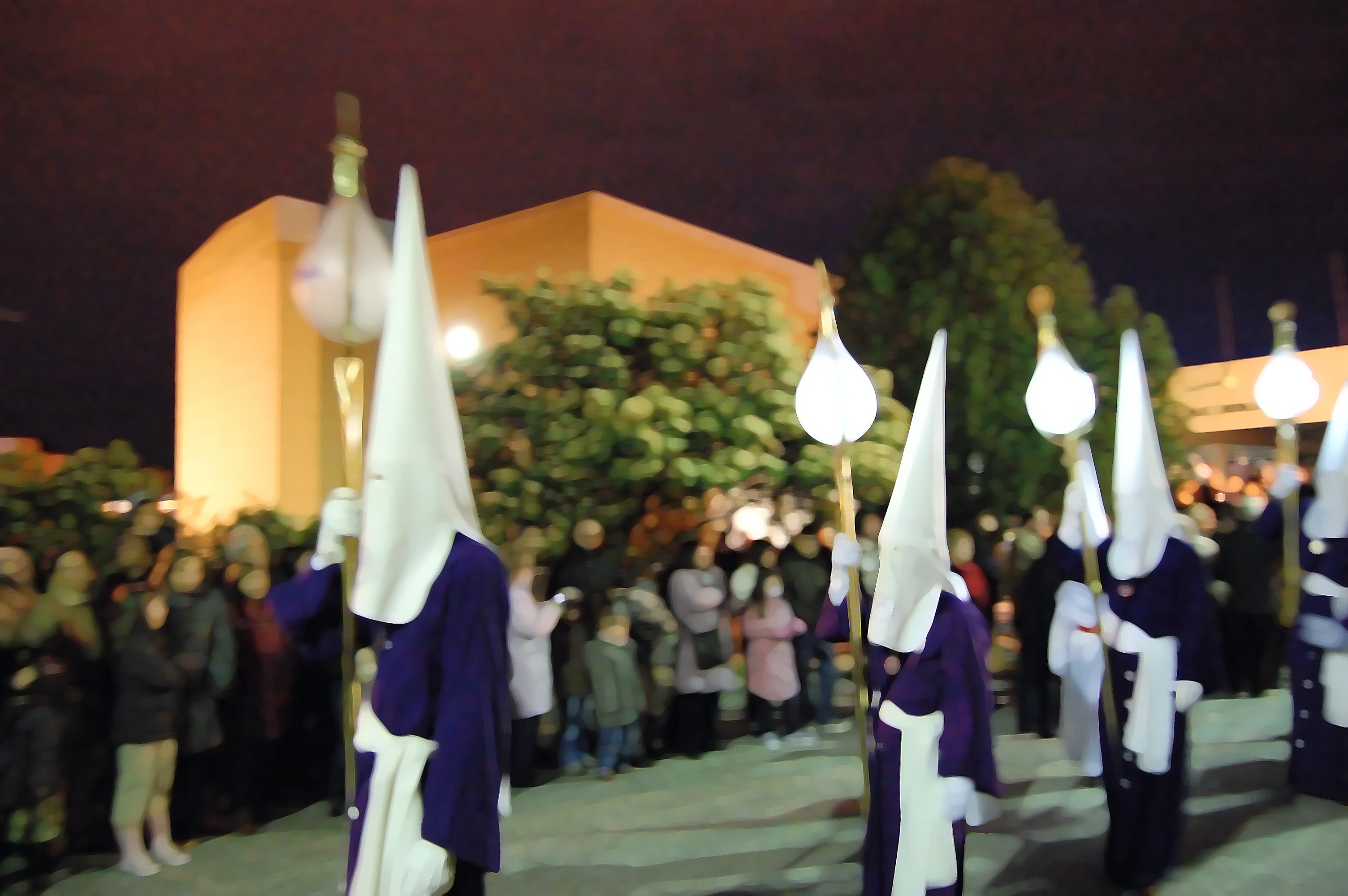
Cofradía del Descendimiento y Lágrimas de Nuestra Señora (Colegio Jesús María-El Salvador, Zaragoza)

El Colegio del Salvador, anteriormente denominado Colegio Jesús-María El Salvador, es un centro educativo concertado perteneciente a la Compañía de Jesús, situado en el barrio zaragozano de la Romareda. Imparte enseñanza infantil, primaria, secundaria, bachillerato y el Programa Diploma Internacional.

## Historia
El colegio actual era el segundo de la Compañía de Jesús en la capital y se comenzó a construir en 1877, debido al incremento de solicitudes de plazas y a iniciativa del Padre Bofil. Fue fundado en 1879. Existía régimen de medio pensionista, interno y externos.

Directores y/o rectores ordenados cronológicamente:
- 1871-1881:	P. Clemente Bofill (Fundador)
- 1881-1885:	P. Enrique Membrado
- 1885-1891:	P. José Videllet
- 1891-1895:	P. Luis LLuviá
- 1895-1899:	P. Mariano Ripol
- 1899-1904:	P. José Martínez
- 1904-1908:	P. Carlos Gabarró
- 1908-1911:	P. Luis Perera
- 1911-1917:	P. Matías Codina
- 1917-1921:	P: Florencio Zurbitu
- 1921-1924:	P. Mauricio Jiménez
- 1924-1927:	P. Florencio Zurbitu (2.ª vez)
- 1927-1934:	P. Roberto Cayuela
- 1934-1938:	P. Juan F. Zurbitu
- 1938-1940:	P. Roberto Cayuela (2.ª vez)
- 1940-1946:	P. Juan Pastor
- 1946-1949:	P. Fernando Canals
- 1949-1955:	P. Mario Ciáurriz
- 1955-1961:	P. Jaime Valls
- 1961-1962:	P. Ignacio Errandonea
- 1962-1963:	P. Eusebio G.ª Manrique (Vicer.)
- 1963-1966:	P. Manuel Asensio
- 1966-1970:	P. Fco. Javier Domínguez. de Vidaurreta
- 1970-1976:	P. José Terrades
- 1976-1979:	P. Julio Lahuerta
- 1979-1986:	P. Vicente Parra
- 1986-1994:	P. Vicente Durá
- 1994-1997:	M. Carmen Aymar RJM (Dir.)

P. Manuel Ferrer Muñoz
- 1997-2003:	P. Eduardo Serón
- 2003-2005:	M. Inmaculada Tuset RJM (Dir.)
- 2005-2011:	D. Manuel Magdaleno Peña (1.er Director Seglar)
- 2011-2017:	D. Andrés García Inda
- 2017-2023:	D. Manuel Magdaleno Peña (2.ª vez)
- 2023- :	Dña. Sonia Alfonso Alegre

## Asociación de Antiguos Alumnos
Su creación se remonta a 1918, siendo el 1 de enero de 1919, el día de la primera reunión.

### Antiguos alumnos célebres
- Leopoldo Abadía, profesor y escritor[2]
- Álvaro Arbeloa, futbolista.
- Luis Buñuel, director de cine.
- José María Conget Ferruz, escritor.
- María Teresa Fernández de la Vega, Exvicepresidenta primera del gobierno de España.
- Luis García-Abrines Calvo, artista, musicólogo, profesor e investigador de la lengua española.
- Ander Herrera, futbolista.
- Rafael de Valenzuela y Urzaiz, militar.
- Ignacio Martínez de Pisón, escritor.
- Enrique Clemente, futbolista.
- Jesús García Sanjuán, futbolista.
- Tito García Sanjuán, futbolista.
- Carlos Mallo, atleta olímpico (Tokio 2021)
- Daniel Lasure, futbolista.
- Víctor Manuel Iglesias Ruiz, director general de Ibercaja
- Amado Franco. Presidente de Ibercaja
- Carlos Martínez Montañés, médico y científico cuya vacuna contra la tuberculosis es la más avanzada hasta la actualidad.
- Santiago Lanzuela. Presidente de la Comunidad Autónoma de Aragón.

## Profesores célebres
- Xabier Arzalluz, político.
- Longinos Navás Ferrer, naturalista, botánico, y entomólogo español.